# 風塵怪俠
《風塵怪俠》（英語：Underworld，上映時又名）是一部1927年無聲犯罪電影，由約瑟夫·馮·史坦伯格執導。

## 演員
- 喬治·班克羅夫特 飾演 "Bull" Weed
- 伊芙琳·布倫特（英语：Evelyn Brent） 飾演 "Feathers" McCoy
- 克萊夫·布魯克（英语：Clive Brook） 飾演 "Rolls Royce" Wensel
- Fred Kohler（英语：Fred Kohler） 飾演 "Buck" Mulligan
- 海倫·林奇（英语：Helen Lynch） 飾演 Meg，Mulligan的女兒
- Larry Semon（英语：Larry Semon） 飾演 "Slippy" Lewis
- 傑里·曼蒂（英语：Jerry Mandy） 飾演 Paloma

## 外部連結
- 互联网电影数据库（IMDb）上《Underworld》的资料（英文）
- AllMovie上《Underworld》的资料（英文）